# Кости (6-й сезон)
Шестой сезон американского детективного телесериала «Кости» о судебных антропологах из ФБР с Эмили Дешанель и Дэвидом Борианазом в главных ролях. Шестой сезон, премьера которого состоялась на канале Fox 23 сентября 2010 года, а заключительная серия вышла 19 мая 2011 года, состоит из 23 эпизодов. В девятнадцатом эпизоде этого сезона был представлен спин-офф шоу «Искатель».

## В ролях

### Основной состав
- Эмили Дешанель — доктор Темперанс «Кости» Бреннан
- Дэвид Борианаз — специальный агент Сили Бут
- Микаэла Конлин — Энджела Монтенегро
- Томас Джозеф Тайн — доктор Джек Ходжинс
- Тамара Тейлор — доктор Кэмилла «Кэм» Сароян
- Джон Фрэнсис Дейли — доктор Лэнс Свитс

### Второстепенный состав
- Кэтрин Винник — Ханна Бёрли
- Патриция Белчер — Кэролайн Джулиан
- Арнольд Вослу — Джейкоб Броадски
- Элон Голд — доктор Пол Лиднер
- Тиффани Хайнс — Мишель Уэлтон
- Райан О’Нил — Макс Кинан
- Тай Паниц — Паркер Бут
- Билли Гиббонс — отец Энджелы
- Дирдри Лавджой — Хизер Таффет
- Скотт Лоуэлл — доктор Дуглас Филмор
- Тина Мажорино — специальный агент Женевьев Шоу
- Трехо Дэнни — епископ
- Саффрон Берроуз — Айка помощница Уолтера
- Майкл Кларк Дункан — Лео Нокс, вдовец и бывший адвокат
- Джофф Стульц — майор Уолтер Шэрман, армия США (в отставке)

Интерны:
- Майкл Грант Терри — Венделл Брэй
- Райан Картрайт — Винсент Найджел-Мюррей
- Юджин Бирд — доктор Кларк Эдисон
- Карла Галло — Дэйзи Вик
- Джоэл Дэвид Мур — Колин Фишер
- Педж Вахдат — Арасту Вазири

## Эпизоды
| № общий | № в сезоне | Название                                                                               | Режиссёр           | Автор сценария                                                  | Дата премьеры    | Произв. код | Зрители в США (млн) |
| --- | ---------- | -------------------------------------------------------------------------------------- | ------------------ | --------------------------------------------------------------- | ---------------- | ----------- | ------------------- |
| 107 | 1          | «The Mastodon in the Room» «Мастодонт в комнате»                                       | Йен Тойнтон        | Харт Хэнсон                                                     | 23 сентября 2010 | 6AKY01      | 9,79                |
| Прошло семь месяцев после того, как и Бреннан и Бут покинули страну, а Энджела и Ходжинс улетели в Париж. Кэролайн перезванивает им по поводу проблем в Джефферсонском Университете. Доктор Сароян оказывается на грани увольнения. Чтобы помочь ей в опознании детских останков, Джулиан собирает команду Бреннан в Вашингтоне. Из Афганистана прилетает Бут, встретивший там любовь, а у Энджелы неожиданные новости для Ходжинса. Интерн:Венделл Брэй.                                                            |            |                                                                                        |                    |                                                                 |                  |             |                     |
| 108 | 2          | «The Couple in the Cave» «Любовники в пещере»                                          | Милан Чейлов       | Стефан Нейтан                                                   | 30 сентября 2010 | 6AKY02      | 9,75                |
| В пещере находят обнявшиеся трупы. Судя по портрету, сделанному Анджелой, один из них — Джордж Клуни. Тем временем, из Афганистана прибывает Ханна Берли — новая любовь агента Сили Бута. Интерн:Кларк Эдисон. |            |                                                                                        |                    |                                                                 |                  |             |                     |
| 109 | 3          | «The Maggots in the Meathead» «Личинки в качке»                                        | Тим Саутэм         | Дин Лопата                                                      | 7 октября 2010   | 6AKY03      | 9,24                |
| На пляже найден труп, разлагающийся прямо на глазах. Жертва была участником популярного американского реалити-шоу. Пока идёт расследование, Бут предлагает Ханне жить с ним, а Анджела безуспешно пытается скрыть от всех свою беременность. Интерн:Колин Фишер. |            |                                                                                        |                    |                                                                 |                  |             |                     |
| 110 | 4          | «The Body and the Bounty» «Труп и охотник за головами»                                 | Дуайт Литтл        | Майкл Петерсон                                                  | 14 октября 2010  | 6AKY04      | 9,58                |
| Помимо следствия о смерти охотника за преступниками, команде приходится иметь дело с экстравагантным телеведущим, готовым на все, чтобы заполучить Бреннан в свою передачу. |            |                                                                                        |                    |                                                                 |                  |             |                     |
| 111 | 5          | «The Bones That Weren't» «Кости, которых не было»                                      | Жанно Шварц        | Пэт Чарльз                                                      | 4 ноября 2010    | 6AKY05      | 9,26                |
| Убить многообещающего молодого танцора могли очень и очень многие — доброжелателей у него не было. Однако, раскрыть преступление мешает отсутствие костей — практически все они уничтожены редким грибком. Сохранились лишь полости в бетоне, которым был залит труп… Получая материал для новой статьи, Ханна попадает в больницу... Интерн:Арасту Визири. |            |                                                                                        |                    |                                                                 |                  |             |                     |
| 112 | 6          | «The Shallow in the Deep» «Отмель в глубине»                                           | Марк Хелфрич       | Карла Кеттнер                                                   | 11 ноября 2010   | 6AKY06      | 9,20                |
| Во время идентификации погибших на перевозившем рабов судне Амелия Роуз, которое затонуло 150 лет назад, найдено тело юноши, убитого недавно. В ходе расследования Буту и Бреннан приходится посетить «круиз пумы», где женщины в возрасте проводят время с молодыми парнями. Тем временем Кэм обнаруживает личную связь с одной из жертв Амелии Роуз, а Свитс понимает, что платонических отношений с Дейзи ему недостаточно. Интерн:Дейзи Вик.                                                                     |            |                                                                                        |                    |                                                                 |                  |             |                     |
| 113 | 7          | «The Babe in the Bar» «Красотка в плитке шоколада»                                     | Тим Саутэм         | Карин Розенталь                                                 | 18 ноября 2010   | 6AKY07      | 9,40                |
| В самой большой в мире плитке шоколада обнаружен труп. Команда отправляется на шоколадную фабрику. Тем временем у Кэм и её приёмной дочери возникают разногласия по поводу выбора колледжа. Интерн:Винсент Найджел-Мюррей. |            |                                                                                        |                    |                                                                 |                  |             |                     |
| 114 | 8          | «The Twisted Bones in the Melted Truck» «Искривленные кости в расплавленном грузовике» | Гордон К. Логсдейл | Джош Берман                                                     | 2 декабря 2010   | 6AKY09      | 8,83                |
| В сгоревшем грузовике найден расплавленный скелет. Расследование приводит Бута и Бреннан в местную школу. Возможно, разгадка кроется в запретной связи между учителем и учеником. Тем временем Ханна пытается наладить отношения с Паркером, а Свитс помогает Дейзи подготовиться к психологическому тестированию. Интерн:Дейзи Вик. |            |                                                                                        |                    |                                                                 |                  |             |                     |
| 115 | 9          | «The Doctor in the Photo» «Доктор на фотографии»                                       | Йен Тойнтон        | Карла Кеттнер                                                   | 9 декабря 2010   | 6AKY08      | 8,36                |
| В ходе расследования таинственной смерти женщины-хирурга знаменитая объективность Бреннан подвергается серьёзному испытанию. Открывая новые улики, Бреннан находит все больше и больше сходства между собой и жертвой. Это заставляет её задуматься над некоторыми своими поступками. |            |                                                                                        |                    |                                                                 |                  |             |                     |
| 116 | 10         | «The Body in the Bag» «Тело в душе»                                                    | Кейт Вудс          | Джанет Лин                                                      | 20 января 2011   | 6AKY11      | 10,55               |
| В ходе расследования дела о трупе, найденном в душе, выявляется связь с торговлей поддельными сумками. Тем временем Ходжинс и Анджела принимают важное решение об их дальнейшей семейной жизни, а Бут рассказывает Ханне о чувствах Бреннан к нему. Интерн:Кларк Эдисон. |            |                                                                                        |                    |                                                                 |                  |             |                     |
| 117 | 11         | «The Bullet in the Brain» «Пуля в мозге»                                               | Дэвид Борианаз     | Кэрин Ашер                                                      | 27 января 2011   | 6AKY10      | 12,05               |
| В тот момент, когда знаменитая убийца Могильщица должна отправиться на казнь, её внезапно убивает снайпер выстрелом в голову. Бут и Бреннан должны узнать, кто же совершил это убийство. В ходе расследования становится известно, что выстрел совершил очень опытный снайпер, знакомый Бута. Интерн:Венделл Брэй. |            |                                                                                        |                    |                                                                 |                  |             |                     |
| 118 | 12         | «The Sin in the Sisterhood» «Грех в родстве»                                           | Роб Харди          | Кэрин Ашер                                                      | 3 февраля 2011   | 6AKY12      | 10,20               |
| Доктор Сароян только собралась пообедать со своим другом, как у его пациентки начались роды, а ей на телефон поступил звонок. В бескрайних просторах кукурузного поля обнаружен труп фермера. Заключение экспертов: отравлен, а потом застрелен одной из его трёх жён... Интерн: Венделл Брей. |            |                                                                                        |                    |                                                                 |                  |             |                     |
| 119 | 13         | «The Daredevil in the Mold» «Сорвиголова в форме»                                      | Дуайт Литтл        | Дин Лопата                                                      | 10 февраля 2011  | 6AKY13      | 9,94                |
| Останки велосипедиста были найдены на крыше склада. Свитс просит у Бута совета. Бут планирует доказать свою приверженность Ханне не словом, а делом. Интерн:Колин Фишер. |            |                                                                                        |                    |                                                                 |                  |             |                     |
| 120 | 14         | «The Bikini in the Soup» «Бикини в супе»                                               | Йен Тойнтон        | Лайла Оливер                                                    | 17 февраля 2011  | 6AKY14      | 9,84                |
| Когда в солярии находят жидкие останки организатора свадеб, Кем давит на команду, чтоб они работали быстрее, чтобы она могла провести время со своим парнем. Кларк помогает Ходжинсу организовать самый лучший подарок для Анджелы. Интерн:Кларк Эдисон. |            |                                                                                        |                    |                                                                 |                  |             |                     |
| 121 | 15         | «The Killer in the Crosshairs» «Убийца на прицеле»                                     | Милан Чейлов       | Майкл Петерсон                                                  | 10 марта 2011    | 6AKY15      | 10,49               |
| После успешного убийства могильщицы, снайпер Джейкоб Бродски наносит ещё один удар, убив потенциального подозреваемого, который избежал правосудия. Бут использует свою военную подготовку, чтобы попытаться остановить Джейкоба. Отец Анджелы приезжает в Джефферсон и предлагает своё имя для будущего внука. Интерн:Винсент Найджел-Мюррей. |            |                                                                                        |                    |                                                                 |                  |             |                     |
| 122 | 16         | «The Blackout in the Blizzard» «Потемнение в метель»                                   | Дэвид Борианаз     | Карин Розенталь                                                 | 17 марта 2011    | 6AKY16      | 11,61               |
| Во время метели, которая вызывает общегородской сбой в электроснабжении, команда должна раскрыть дело об убийстве, которое может быть связано с возможной вирусной вспышкой конго-крымской геморрагической лихорадки (ККГЛ). Бут и Бреннан оказались в ловушке внутри лифта во время отключения электроэнергии, а Свитс снаружи пытается завести разговор об отношениях Бута и Бреннан. Между тем, Анджела и Ходжинс получают тревожные новости, которые могут повлиять на здоровье их ребёнка. Интерн:Венделл Брей. |            |                                                                                        |                    |                                                                 |                  |             |                     |
| 123 | 17         | «The Feet on the Beach» «Ступни на пляже»                                              | Эмиль Левисэтти    | Пэт Чарльз                                                      | 7 апреля 2011    | 6AKY18      | 10,58               |
| После наводнения на границе США и Канады, обнаружены восемь пар отсечённых ног, при этом семь пар принадлежат трупам с близлежащей «фермы тел». Бреннан предстоит работать с канадским судебным ортопедом доктором Дугласом Филмором. Между тем, Кэм продолжает строить планы насчёт колледжа для своей дочери. |            |                                                                                        |                    |                                                                 |                  |             |                     |
| 124 | 18         | «The Truth in the Myth» «Правда о мифе»                                                | Чад Лоу            | Джонатан Голдштейн и Джон Фрэнсис Дейли                         | 14 апреля 2011   | 6AKY19      | 11,45               |
| Знаменитый телеведущий, занимающийся опровержением мифов, найден убитым. Все следы указывают на то, что его убил Чупакабра... Винсент Найджел-Мюррей. |            |                                                                                        |                    |                                                                 |                  |             |                     |
| 125 | 19         | «The Finder» «Искатель»                                                                | Дэниел Сакхайм     | Харт Хэнсон                                                     | 21 апреля 2011   | 6AKY17      | 10,96               |
| Стеклянный глаз помогает установить жертву убийства, которого убили, чтобы завладеть картой сокровищ. Чтобы отыскать её, а также убийцу, Бут и Бреннан сотрудничают с Уолтером, человеком, который может отыскать все, что угодно. |            |                                                                                        |                    |                                                                 |                  |             |                     |
| 126 | 20         | «The Pinocchio in the Planter» «Пиноккио в клумбе»                                     | Франсуа Вель       | Кит Фоглесонг                                                   | 28 апреля 2011   | 6AKY20      | 9,70                |
| Мальчик, подглядывающий за женщинами в душе, случайно падает в клумбу и находит труп мужчины, состоящего в клубе честных людей. В это время Энджела злится на Ходженса, который ухаживает за ней настолько навязчиво, вплоть до ежедневной шнуровки её туфель. А Венделл принимает слишком близко к сердцу доктрину радикальной честности. Интерн:Венделл Брей. |            |                                                                                        |                    |                                                                 |                  |             |                     |
| 127 | 21         | «The Signs in the Silence» «Звуки в тишине»                                            | Дуайт Литтл        | Джанет Лин и Стефан Нейтан                                      | 5 мая 2011       | 6AKY21      | 10,94               |
| На улице найдена глухонемая 15-летняя девушка, перепачканная кровью, с ножом в руках. Команда полагает, что девушка ответственна за недавнее убийство. Тем временем Анжела держит Ходжинса в неведении относительно некоторых деталей её беременности. Интерн:Арасту Вазири. |            |                                                                                        |                    |                                                                 |                  |             |                     |
| 128 | 22         | «The Hole in the Heart» «Дыра в сердце»                                                | Алекс Чаппл        | Телесценарий: Карла Кеттнер и Кэрин Ашер История: Карла Кеттнер | 12 мая 2011      | 6AKY22      | 10,48               |
| Брэннан и Джефферсоновский молодой специалист Винсент Найджел-Мюррей исследует останки последней жертвы Джейкоба — «снайпера на свободе» Бродски. А между тем Бут и его помощник специальный агент Дженни Шоу, полны решимости поймать Джейкоба. Интерн: Винсент Найджел-Мюррей. |            |                                                                                        |                    |                                                                 |                  |             |                     |
| 129 | 23         | «The Change in the Game» «Изменение в игре»                                            | Йен Тойнтон        | Харт Хэнсон и Стефан Нейтан                                     | 19 мая 2011      | 6AKY23      | 9,83                |
| Команда идентифицирует ужасные останки игрока в боулинг, которые были найдены застрявшими в одном из автоматических пинспоттеров. После того, как дело зашло в тупик, Бут и Бреннан решают под прикрытием найти улики, вступив в соперничающую команду по боулингу. Интерн:Венделл Брей. |            |                                                                                        |                    |                                                                 |                  |             |                     |